# 33.ª Brigada Mecanizada Independiente (Ucrania)
33ª Brigada Mecanizada Independiente — una unión de tropas mecanizadas de las fuerzas terrestres de las Fuerzas Armadas de Ucrania con un tamaño de brigada.
Fue formada en 2016 como una brigada de cuadro. Tras la invasión rusa de Ucrania en 2022, fue desplegada, y en 2023 participó en combates en la dirección de Zaporiyia. En 2024, luchó cerca de Kurajove.

## Historia
La brigada comenzó a formarse en Uzhgorod. En marzo de 2016, la brigada recién creada comenzó su entrenamiento en el campo de entrenamiento de Rivne.  En abril se dio a conocer su número: la 33ª brigada mecanizada, que estaba completando la última etapa de entrenamiento. Sus militares estaban practicando la carga militar a las posiciones enemigas en condiciones difíciles, incluyendo el cruce de obstáculos acuáticos, así como la interacción con otros subgrupos de combate. Para junio, la brigada debía completar la última etapa de preparación táctica.

### Invasión rusa 2022
Durante la invasión rusa de Ucrania, fue desplegada. Estaba compuesta en su mayoría por movilizados, pero también había voluntarios. 
A finales de la primavera de 2023, la brigada comenzó su primer eje de combate en Zaporizhzhia: Mala Tokmachka, Orikhove, Verbove. Desde estas posiciones, la brigada participó en el contraofensiva ucraniana en la dirección de Zaporiyia .  
Mientras la brigada mantenía la defensa en la dirección de Zaporiyia, algunos de sus regimientos de artillería fueron enviados a la dirección de Járkiv bajo el mando de otra brigada.
El 12 de noviembre de 2024, cerca de la ciudad de Kurájove, los soldados de la brigada repelieron un asalto blindado de los ocupantes rusos. Las fuerzas ucranianas pusieron en combate un tanque Leopard 2. Como resultado de la batalla, fueron destruidos más de 20 ocupantes, alrededor de 20 resultaron heridos, se destruyeron 2 tanques rusos y 6 vehículos blindados de combate. 

## El mando de la brigada
- 2023 El coronel Volodymyr Volodymyrovych Lyashenko fue destituido del mando de la brigada tras el fallido contraataque en junio de 2023 en Zaporiyia.
- 2023-2024 Coronel Iván Voytyuk
- 2024: Coronel Gupalyuk Yuriy Igorovich. [7] [8]
- 2025: Coronel Palisa Dmytro Serhiyovych [9]

## Equipo
- Varios Leopard 2A4 se han actualizado con protección dinámica [10]
- M109L[1]
- Transportes blindados de orugas M113 [1]
- BMP YPR-765 [1]
- MaxxPro (perdido en combate) [1]